# Ohligser Heide
Ohligser Heide este o arie protejată (arie specială de conservare — SAC, sit de importanță comunitară — SCI) din Germania întinsă pe o suprafață de 136,41 ha, integral pe uscat.

## Localizare
Centrul sitului Ohligser Heide este situat la coordonatele 51°09′35″N 6°58′24″E / 51.1597°N 6.9733°E.

## Înființare
Situl Ohligser Heide a fost declarat sit de importanță comunitară în august 1999 pentru a proteja 1 specie de animale. Situl a fost protejat și ca arie specială de conservare în mai 2005.

## Biodiversitate
Situată în ecoregiunea atlantică, aria protejată conține 6 habitate naturale: Ape stătătoare oligotrofe până la mezotrofe, cu vegetație de Littorelletea uniflorae și/sau de Isoëto-Nanojuncetea, Lacuri și iazuri distrofice naturale, Cursuri de apă de la nivel de câmpie la nivel montan, cu vegetație Ranunculion fluitantis și Callitricho-Batrachion, Pajiști umede nord-atlantice cu Erica tetralix, Pajiști uscate europene, Mlaștini împădurite.
La baza desemnării sitului se află o specie protejată de  nevertebrate: libelule (Leucorrhinia pectoralis).